# Ángel Bañuelos y Rodríguez
Ángel Bañuelos y Rodríguez (Herrera del Duque, de Badajoz). Fue diputado y presidente de la Diputación de Badajoz.

## Trayectoria
Letrado con gran oratoria, que levantaba expectación para escuchar sus intervenciones judiciales. Fue diputado y presidente de la Diputación entre 1916 y 1917. Era responsable del partido liberal en la villa, fue el promotor de la parcelación de la Umbría, uno de los mayores logros sociales de la historia de Herrera del Duque. Llevó a cabo el deseo de su abuelo y una necesidad sentida por la población, que tuvieron acceso a la propiedad, multiplicando el escaso rendimiento que se sacaba a la finca.